# .nc
.nc è il dominio di primo livello nazionale assegnato alla Nuova Caledonia.

## Domini di secondo livello
Sono disponibili i seguenti domini di secondo livello:
- .asso.nc
- .nom.nc